# Brštanica (nekropola)
Nekropola u Brštanici nalazi se u mjestu Brštanica u općini Neum na lokalitetu Groblje stećaka na rimokatoličkom groblju kod Jurkovića kuća u Brštanici u samom središtu mjesta.
Na lokalitetu se nalazi 74 spomenika, podijeljenih u dvije skupine: sjeverozapadna skupina izvan ograde groblja, te jugoistočna skupina u rimokatoličkom groblju uz crkvu. Prvu skupinu čine 23 stećka, od čega 3 sljemenjaka, 17 sanduka i 3 ploče, od kojih je 5 ukrašenih. Orijentirani su su u smjeru zapad-istok. Drugu skupinu čini 51 stećak, 4 sljemenjaka, 42 sanduka i 5 ploča, od kojih je 5 ukrašenih. Većim dijelom orijentirani su u smjeru sjever-jug, a manji u smjeru zapad-istok i sjeverozapad-jugoistok. Lokalitet je proglašen nacionalnim spomenikom Bosne i Hercegovine.